# Jean Dujardin
Jean Edmond Dujardin (Rueil-Malmaison, 19 de junho de 1972) é um ator, roteirista, diretor e produtor francês, mais conhecido pelo seu papel como o agente OSS 117 e pela série de televisão Un gars, une fille. Foi o primeiro francês a ganhar o Oscar de Melhor Ator pelo seu papel como George Valentin em O Artista.

## Vida pregressa
Jean Dujardin nasceu em 19 de junho de 1972 em Rueil-Malmaison, na região da Île-de-France, uma comunidade nos subúrbios ocidentais de Paris, na França. Depois de uma infância em Plaisir, no departamento de Yvelines, e após obter um bacharelado A3 (Teatro e Cinema), Jean Dujardin começou a trabalhar como serralheiro na empresa de construção civil de seu pai, Jacques Dujardin (nascido em 1945). Seu pai Jacques é um ex-militar de carreira, descrito como amante da independência e que se deitava ritualmente às nove horas da noite. A família tinha quatro filhos. Jean foi notável na escola por ser mais brilhante em tirar risadas dos colegas de classe do que em tirar boas notas. Ele também fará uma temporada como escoteiro, o que lhe permitirá se afirmar e começar a descobrir a comédia.
“Conheci amigos de longa data lá. Foi lá que fiz os meus primeiros esquetes, durante as vigílias escoteiras! Esses acampamentos me permitiram socializar e ganhar autoconfiança. Acho que foi aqui que realmente comecei a existir.”
Foi no exército, durante o serviço militar obrigatório no 1º Regimento de Tirailleurs, que seu talento cômico se revelou. Depois foi para Paris onde se apresentou em bares e pequenos teatros. Em 23 de março de 2018, Jean Dujardin postou uma foto sua em uniforme militar aos 22 anos no Instagram; a qual recebeu uma chuva de elogios e felicitações dos fãs. A foto é de 1994 em Épinal, no departamento de Vosgos, e foi postada com a legenda “#leretourduheros O Capitão Neuville aos 22 anos durante as aulas #armeedeterre #epinal #vosges 1994! você poderia dizer que eu fui para a guerra." e terminou com a frase de OSS 117, "Eu gosto de lutar" (em francês:  J'aime me battre). A postagem foi feita com relação ao filme napoleônico Le retour du héros, onde Jean interpretou o Capitão Neville.

## Carreira
Jean Dujardin se tornou famoso no show de talentos franceses Graines de star, em 1996, como parte do grupo de comédiaNous Nous C, formado por membros do Carré blancteatro. De 1999 a 2003, ele estrelou a versão francesa da série de televisão de comédia Un gars, une fille com sua esposa Alexandra Lamy antes da transição para uma carreira no cinema. Em 2005, ele estrelou como o personagem-título no filme comédia popular Brice de Nice e executou a trilha sonora do filme, Le Casse de Brice.
Em 2006, Dujardin interpretou o personagem Hubert Bonisseur de La Bath, o agente OSS 117 em OSS 117: Cairo, Nest of Spies em um papel que lhe rendeu uma inidicação ao Prêmio César de Melhor Ator. Em 2007, dirigido por Jan Kounen, ele atuou em 99f (99 francos), uma paródia existencial de um publicitário executivo. Em 2009 ele interpretou outra vez OSS 117 no filme OSS 117: Lost in Rio.
Em 2012, Dujardin recebeu o O Prêmio de Melhor Ator no Festival de Cannes pela sua interpretação em O Artista, além de ter ganho o Globo de Ouro de Melhor Ator em Filme de Comédia ou Musical, o Prêmio do Sindicato dos Atores por Melhor Ator (Principal), e o Independent Spirit Award de Melhor Ator. Dujardin recebeu ainda uma nomeação ao European Film Award de Melhor Ator Europeu, a qual perdeu para o ator Colin Firth em The King's Speech.

## Vida privada
Jean Dujardin foi casado três vezes e tem quatro filhos. Seu primeiro casamento foi com Gaëlle Demars, com quem teve dois filhos, Jules e Simon, nascidos em 2000 e 2001 respectivamente. Em 2003, divorciou-se e começou a namorar sua parceira na tela por três anos, da série de comédia Un gars, une fille, Alexandra Lamy. Os dois se conheceram originalmente no teste para o papel e se apaixonaram durante as filmagens da série. Eles se casaram em Anduze, no departamento de Gard, em 25 de julho de 2009. O casal anunciou a sua separação em 2013, e depois se divorciaram em dezembro de 2014.
Em março de 2014, Jean formalizou seu relacionamento com a patinadora de dança no gelo Nathalie Péchalat, onze anos mais nova. Os dois haviam começado a namorar depois que o astro a seguiu ao Japão para vê-la se apresentar no campeonato mundial de patinação no gelo. Nathalie foi a primeira mulher a liderar a patinação francesa. Em 5 de dezembro de 2015, ela deu à luz a filha deles, Jeanne. O casal se casou discretamente em 19 de maio de 2018, em uma pequena cerimônia em Saint-Cloud. Nathalie Péchalat dá à luz sua segunda filha, Alice, em 18 de fevereiro de 2021. Eles anunciam sua separação em 27 de setembro de 2024.
Após dez anos juntos, Nathalie decidiu pela separação. Nas semanas precedentes, o casal decidiu morar em dois andares diferentes de sua casa em Montretout - "para terem um pouco de tempo e espaço para pensar" - mas a decisão atingiu "um ponto sem retorno" em 21 de setembro. No dia seguinte, Nathalie se mudou definitivamente para um novo apartamento com as duas filhas, Jeanne e Alice, de 8 e 3 anos respectivamente. Jean Dujardin foi descrito como "arrasado". Fontes afirmaram que o ator vê a atitude como incompreensível. A ex-patinadora teria ficado zangada com o marido por ter favorecido a carreira dele em detrimento da dela. Ela sentiu que o marido não a apoiou nos Jogos Olímpicos enquanto ela era presidente do Club France, e em seguida ter feito duas filmagens no exterior em rápida sucessão, a série Zorro na Espanha e L’homme qui rétrécit na Bélgica, deixando-a muito sozinha. A última menção ao ator no seu Instagram, por exemplo, remonta a outubro de 2023, quando ela comemorou o lançamento da série televisiva Alphonse, na qual Dujardin interpreta o papel-título.

## Filmografia
| Ano  | Título                                              | Papel                                | Notas |
| ---- | --------------------------------------------------- | ------------------------------------ | --- |
| 2002 | À l'abri des regards indiscrets                     | Jean-Luc                             | Curta-metragem |
| 2002 | Ah! Si j'étais riche                                | Weston the seller                    | |
| 2003 | Toutes les filles sont folles                       | Lorenzi                              | |
| 2003 | Bienvenue chez les Rozes                            | Mathieu Gamelin/MG                   | |
| 2003 | Les Clefs de bagnole                                | ele próprio                          | |
| 2004 | Le Convoyeur                                        | Jacques                              | |
| 2004 | Mariages !                                          | Alex                                 | |
| 2004 | Les Dalton                                          | Cowboy                               | |
| 2004 | Rien de grave                                       | Pilotage instructor                  | Curta-metragem |
| 2005 | La vie de Michel Muller est plus belle que la vôtre | ele mesmo                            | |
| 2005 | Brice de Nice                                       | Brice de Nice                        | |
| 2005 | L'Amour aux trousses                                | Franck                               | |
| 2005 | Il ne faut jurer de rien !                          | Valentin                             | |
| 2006 | OSS 117 : Le Caire, nid d'espions                   | Hubert Bonisseur de La Bath, OSS 117 | Indicado - Prêmio César de Melhor Ator Indicado - NRJ Ciné Award de Melhor Ator Indicado - NRJ Ciné Award de Melhor Beijo Indicado - NRJ Ciné Award de Melhor Frase Indicado - NRJ Ciné Award de Melhor Visual |
| 2006 | Hellphone                                           | The warrior of the cellar            | |
| 2007 | Contre-enquête                                      | Richard Malinowski                   | |
| 2007 | 99 francs                                           | Octave Parango                       | |
| 2008 | Ca$h                                                | Cash                                 | |
| 2009 | A Man and His Dog                                   | The Worker                           | |
| 2009 | OSS 117: Lost in Rio                                | Hubert Bonisseur de La Bath, OSS 117 | |
| 2009 | Lucky Luke                                          | Lucky Luke                           | |
| 2010 | Little White Lies                                   | Ludo                                 | |
| 2010 | The Clink of Ice                                    | Charles Faulque                      | |
| 2010 | Un balcon sur la mer                                | Marc                                 | |
| 2011 | The Artist                                          | George Valentin                      | Oscar de Melhor Ator BAFTA de Melhor Ator Melhor Ator no Festival de Cannes Globo de Ouro de Melhor Ator em Filme de Comédia ou Musical SAG Award de Melhor Ator Principal em Cinema Las Vegas Society Critics Awards de Melhor Ator London Film Critics Circle Award de Melhor Ator Phoenix Society Critics Awards de Melhor Ator Indicado - César de Melhor Ator Independent Spirit Award de Melhor Ator Indicado - Critics' Choice Award de Melhor Ator Indicado - SAG Award de Melhor Elenco em Cinema |
| 2012 | Les Infidèles                                       | Vários personagens                   | |
| 2013 | The Wolf of Wall Street                             | Jean-Jacques Handali                 | |
| 2016 | Un homme à la hauteur                               | Alexandre                            | |
| 2018 | Le retour du héros                                  | Capitão Charles-Grégoire Neuville    | |

## Televisão
| Ano       | Título                    | Papel              | Notas                                               |
| --------- | ------------------------- | ------------------ | --------------------------------------------------- |
| 1996-1999 | Carré Blanc / Nous C Nous | Vários Personagens | TV                                                  |
| 1997-1998 | Farce Attaque             | ele mesmo          | Co-Roteirista                                       |
| 1999-2003 | Un gars, une fille        | Jean               | Ator principal com sua futura esposa Alexandra Lamy |
| 2007      | Palizzi                   |                    | Também produtor e diretor                           |